# Костава Гурам Георгійович
Гурам Георгійович Костава (груз. გურამ კოსტავა, 18 червня 1937, Тбілісі, Грузинська РСР, СРСР — 20 червня 2024) — радянський фехтувальник на шпагах, дворазовий бронзовий (1960 та 1964 роки) призер Олімпійських ігор, дворазовий чемпіон світу.

## Виступи на Олімпіадах
| Олімпіада  | Дисципліна          | Місце     |
| ---------- | ------------------- | --------- |
| Рим 1960   | індивідуальна шпага | 5 p2 r4/5 |
| Рим 1960   | командна шпага      | 3         |
| Токіо 1964 | індивідуальна шпага | 3         |
| Токіо 1964 | командна шпага      | 7         |